# باراه هيرمي (بهمئي غرمسيري الشمالي)
باراه هیرمي (بالفارسية: پاراه هیرمی) هي قرية تقع في إيران في قسم بهمئي غرمسیري الشمالي الريفي. يقدر عدد سكانها بـ 34 نسمة بحسب إحصاء 2016.